# Brabham BT56
La Brabham BT56 è una monoposto da competizione prodotta dalla Brabham, che partecipò al campionato mondiale di Formula 1 1987.

## Storia del progetto
Dopo il fallimento del progetto BT55 e il passaggio di Gordon Murray alla McLaren la Brabham realizzò la BT56.
Rispetto alla BT55, la vettura era più convenzionale, ma non fu particolarmente brillante, dovendo comunque fare i conti con il poco efficace motore BMW inclinato, lo stesso realizzato per la vettura precedente. Questo perché la BMW, intenzionata a ritirarsi, era stata costretta da Bernie Ecclestone a rispettare il contratto di fornitura dei motori. Cosa che la BMW fece, ma senza sviluppi.
Il pilota Riccardo Patrese venne affiancato da Andrea De Cesaris: ognuno dei due piloti ottenne un terzo posto. Per il romano fu l'unico arrivo a punti della stagione, mentre Patrese ottenne qualcosa di più. Il team terminò nono in classifica costruttori con 10 punti. L'abbandono dello sponsor Olivetti e della BMW, l'interesse calante di Ecclestone, che ormai si concentrava sul business complessivo della F1, per la gestione di una squadra, oltre alla turbativa legata al cambio di regolamento sui motori portarono la Brabham a saltare una stagione, il 1988. Non c'era stato modo di finalizzare un contratto per un motore competitivo, e nel corso dell'anno di pausa, Ecclestone vendette la squadra allo svizzero Joachim Luthi.
La vettura aveva il telaio integralmente in fibra di carbonio e non aveva altre peculiarità.